# Leichtathletik-Europameisterschaften 2002/50 km Gehen der Männer

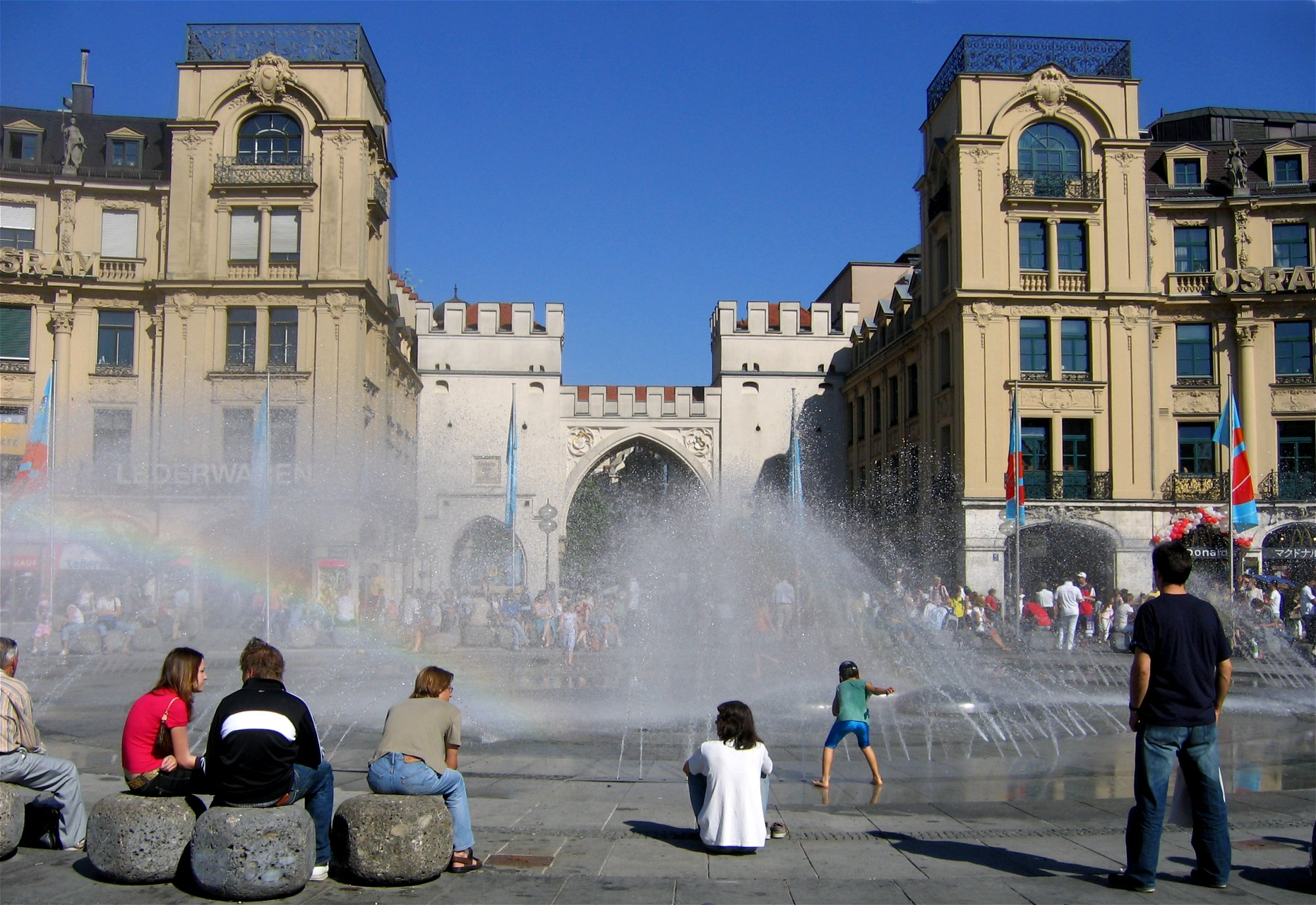
Stachus. Blick auf das Karlstor

Das 50-km-Gehen der Männer bei den Leichtathletik-Europameisterschaften 2002 wurde am 8. August 2002 in den Straßen von München ausgetragen.
Europameister wurde der Titelverteidiger, Olympiasieger von 1996/2000 und Weltmeister von 1997/2001 Robert Korzeniowski aus Polen. Mit seiner Siegerzeit stellte er eine neue Weltbestzeit auf.
Den zweiten Rang belegte der Russe Alexei Wojewodin.
Bronze ging an den spanische Vizeweltmeister von 2001 Jesús Ángel García.

## Rekorde / Bestleistungen
Anmerkung:

Rekorde wurden damals im Straßengehen wegen der unterschiedlichen Streckenbeschaffenheiten mit Ausnahme von Meisterschaftsrekorden nicht geführt.

### Bestehende Rekorde / Bestleistungen
| Weltbestzeit         | 3:37:26 h | Waleri Spizyn  | Moskau, Russland             | 21. Mai 2000    |
| Europabestzeit       | 3:37:26 h | Waleri Spizyn  | Moskau, Russland             | 21. Mai 2000    |
| Meisterschaftsrekord | 3:40:55 h | Hartwig Gauder | EM Stuttgart, BR Deutschland | 31. August 1986 |

### Rekord- / Bestleistungverbesserung
Der polnische Europameister Robert Korzeniowski verbesserte den bestehenden EM-Rekord im Wettbewerb am 8. August um 4:16 min auf 3:36:39 h. Seine Leistung stellte gleichzeitig eine neue Weltbestzeit dar.

## Durchführung
Hier gab es keine Vorrunde, alle dreißig Geher traten gemeinsam zum Finale an.

## Legende
Kurze Übersicht zur Bedeutung der Symbolik – so üblicherweise auch in sonstigen Veröffentlichungen verwendet:
| WBL | Weltbestleistung                         |
| DNF | Wettkampf nicht beendet (did not finish) |
| DSQ | disqualifiziert                          |
| DNS | nicht am Start (did not start)           |

## Ergebnis

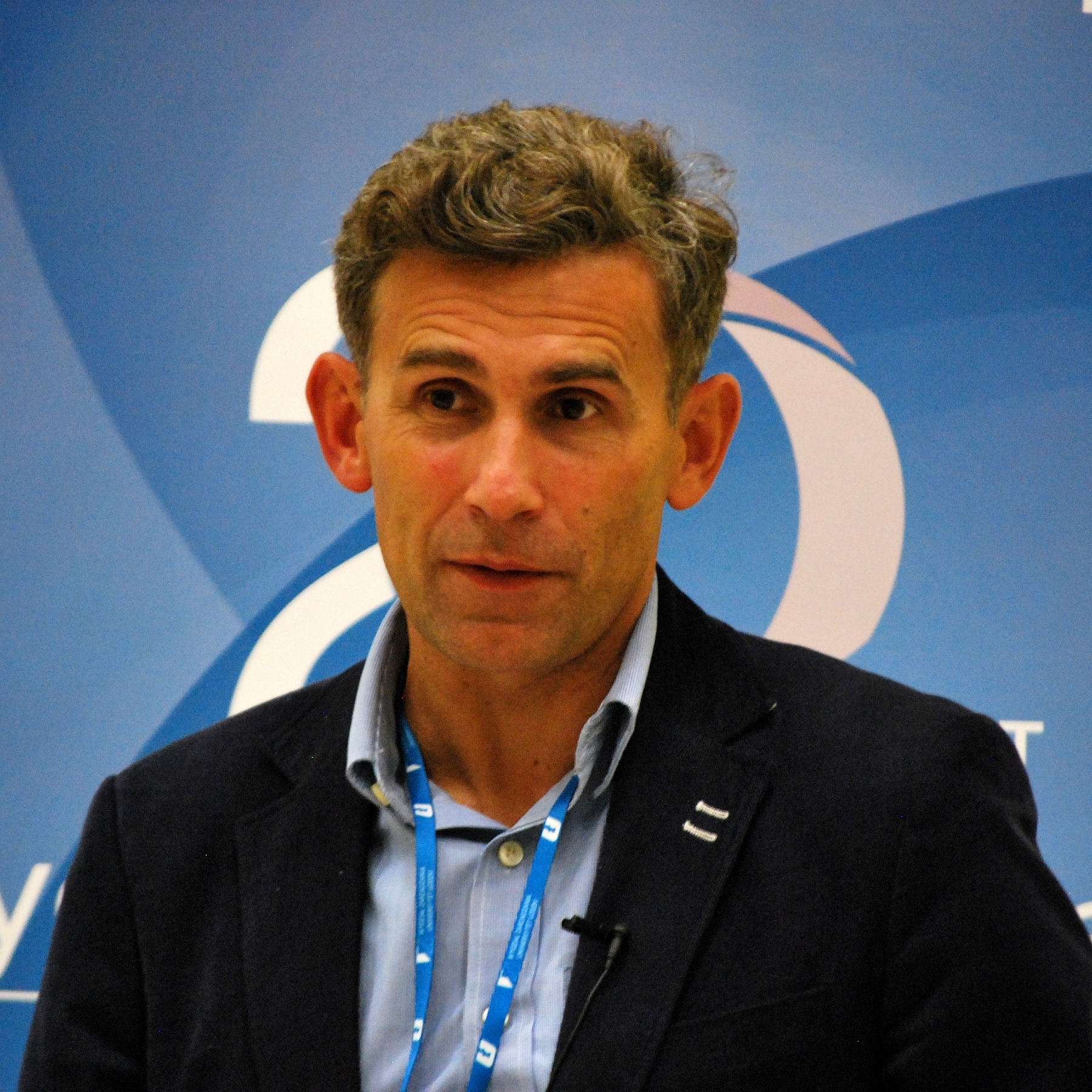
Robert Korzeniowski setzte seine Siegesserie fort und wurde Europameister
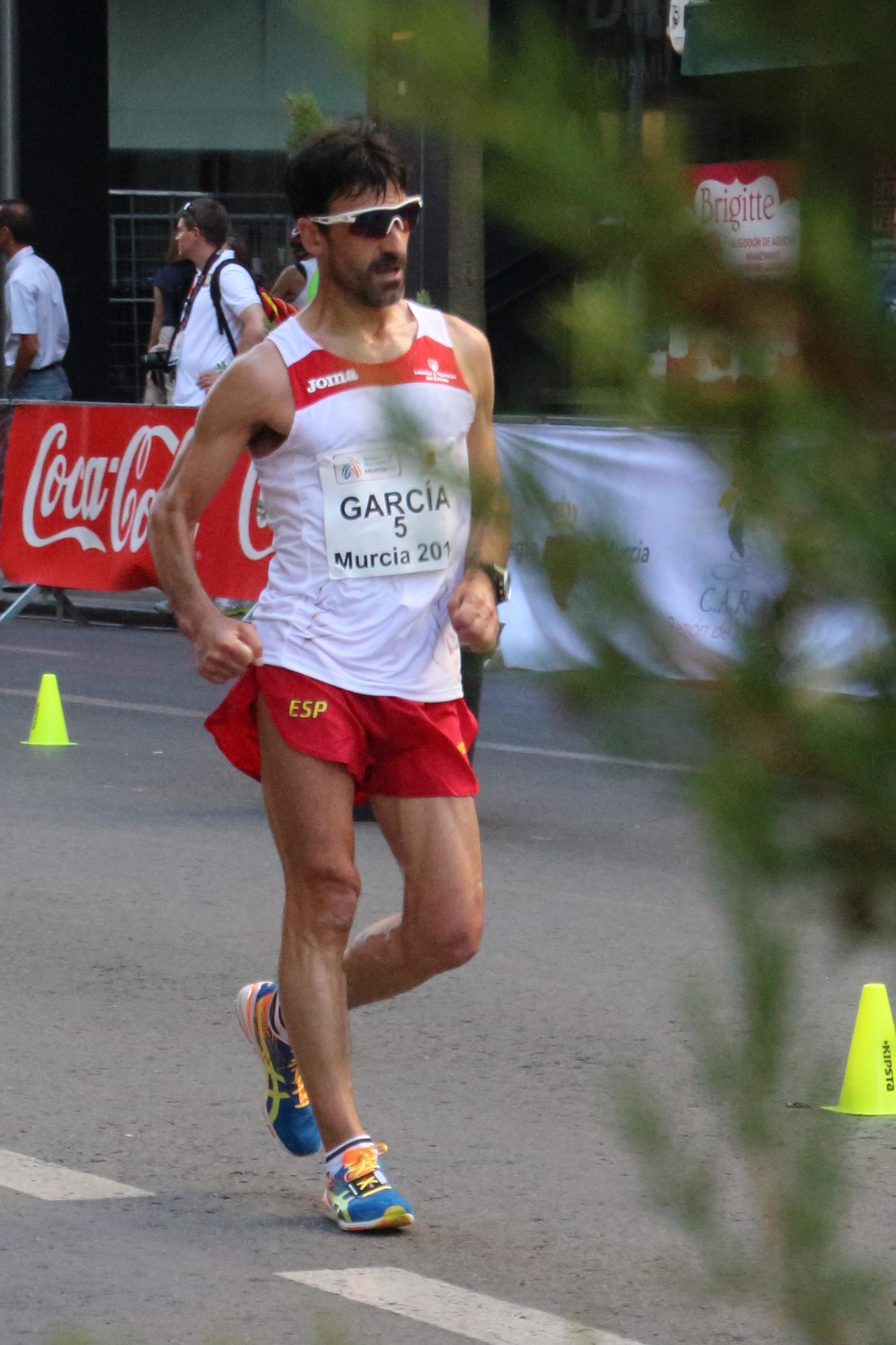
Bronze gab es für Jesús Ángel García, den Vizeweltmeister von 2001

8. August 2002
| Platz | Name                   | Nation         | Zeit (h)    |
| ----- | ---------------------- | -------------- | ----------- |
| 1     | Robert Korzeniowski    | Polen          | 3:36:39 WBL |
| 2     | Alexei Wojewodin       | Russland       | 3:40:16     |
| 3     | Jesús Ángel García     | Spanien        | 3:44:33     |
| 4     | German Skurygin        | Russland       | 3:48:58     |
| 5     | Trond Nymark           | Norwegen       | 3:50:16     |
| 6     | Denis Langlois         | Frankreich     | 3:50:47     |
| 7     | Aleksandar Raković     | BR Jugoslawien | 3:51:47     |
| 8     | Francesco Galdenzi     | Italien        | 3:52:17     |
| 9     | Modris Liepiņš         | Lettland       | 3:52:36     |
| 10    | Grzegorz Sudoł         | Polen          | 3:54:35     |
| 11    | Peter Korčok           | Slowakei       | 3:55:34     |
| 12    | Santiago Pérez         | Spanien        | 3:55:50     |
| 13    | Fredrik Svensson       | Schweden       | 3:56:32     |
| 14    | Spirídon Kastánis      | Griechenland   | 4:00:31     |
| 15    | David Boulanger        | Frankreich     | 4:03:20     |
| 16    | Pedro Martins          | Portugal       | 4:03:39     |
| 17    | Bengt Bengtsson        | Schweden       | 4:07:03     |
| 18    | René Piller            | Frankreich     | 4:07:20     |
| 19    | Uģis Brūvelis          | Lettland       | 4:14:39     |
| 20    | Marek Janek            | Slowakei       | 4:19:08     |
| DNF   | Marco Giungi           | Italien        |             |
| DNF   | Jorge Costa            | Portugal       |             |
| DSQ   | Jiří Malysa            | Tschechien     |             |
| DSQ   | Juri Andronow          | Russland       |             |
| DSQ   | Tomasz Lipiec          | Polen          |             |
| DSQ   | Jamie Costin           | Irland         |             |
| DSQ   | Jacob Sørensen         | Dänemark       |             |
| DSQ   | Mikel Odriozola        | Spanien        |             |
| DSQ   | Giovanni De Benedictis | Italien        |             |
| DSQ   | Martin Pupiš           | Slowakei       |             |
| DNS   | Miloš Holuša           | Tschechien     |             |

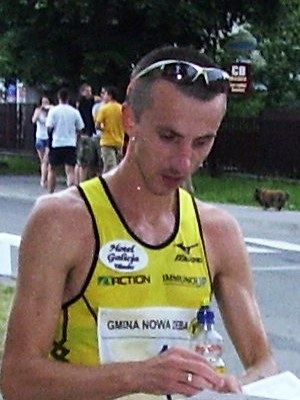
Grzegorz Sudoł erreichte Platz zehn
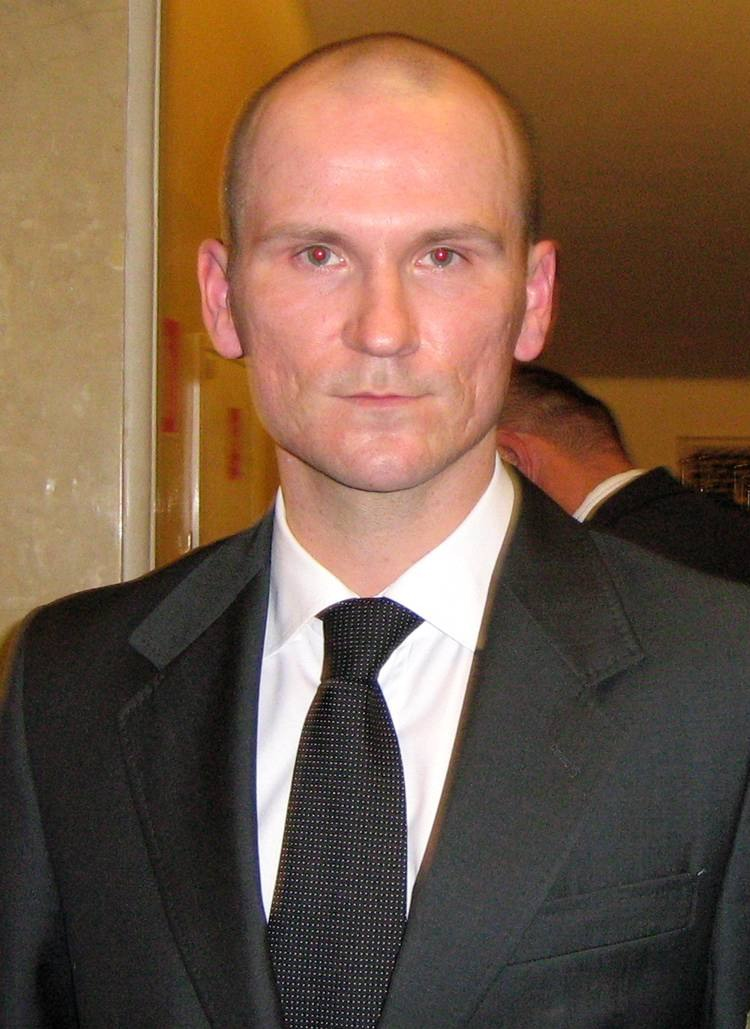
Tomasz Lipiec kam nicht ins Ziel
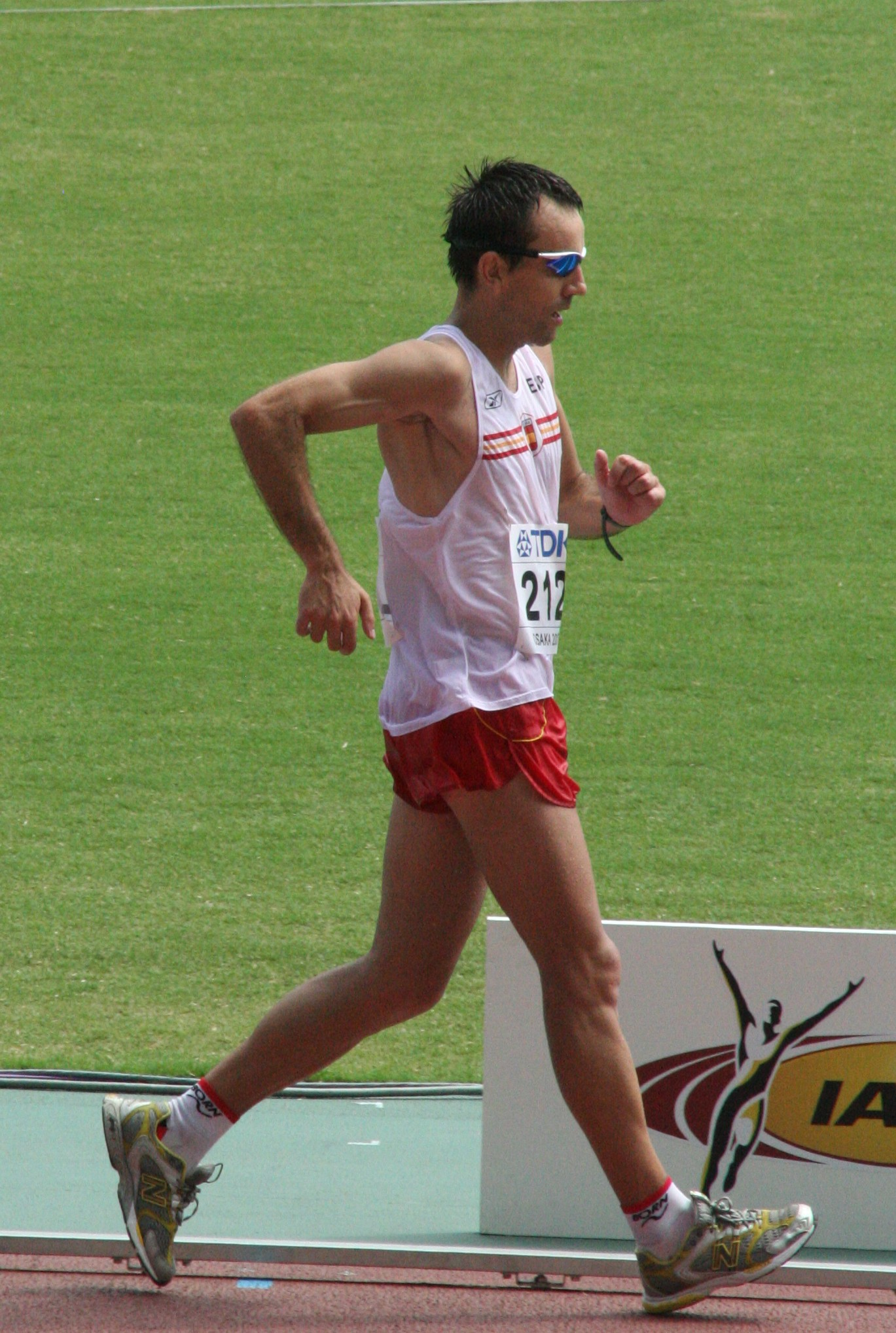
Mikel Odriozola beendete diesen Wettkampf nicht

## Videolink
- Robert Korzeniowski Defends 50km race walk title, youtube.com, abgerufen am 20. Januar 2023